# متعلجمة سورينامية
متعلجمة سورينامية (الاسم العلمي: Batrachoides surinamensis) (بالإنجليزية: Pacuma toadfish)‏ هي نوع من الأسماك تتبع جنس المتعلجمة من فصيلة المتعلجمات.